# Place Yvette-Vincent-Alleaume
La place Yvette-Vincent-Alleaume est une voie située dans le 12e arrondissement de Paris, en France.

## Situation et accès
La place Yvette Vincent-Alleaume est accessible à proximité par les lignes de métro 8 à la station Michel Bizot et 6 à la station Bel-Air.

## Origine du nom

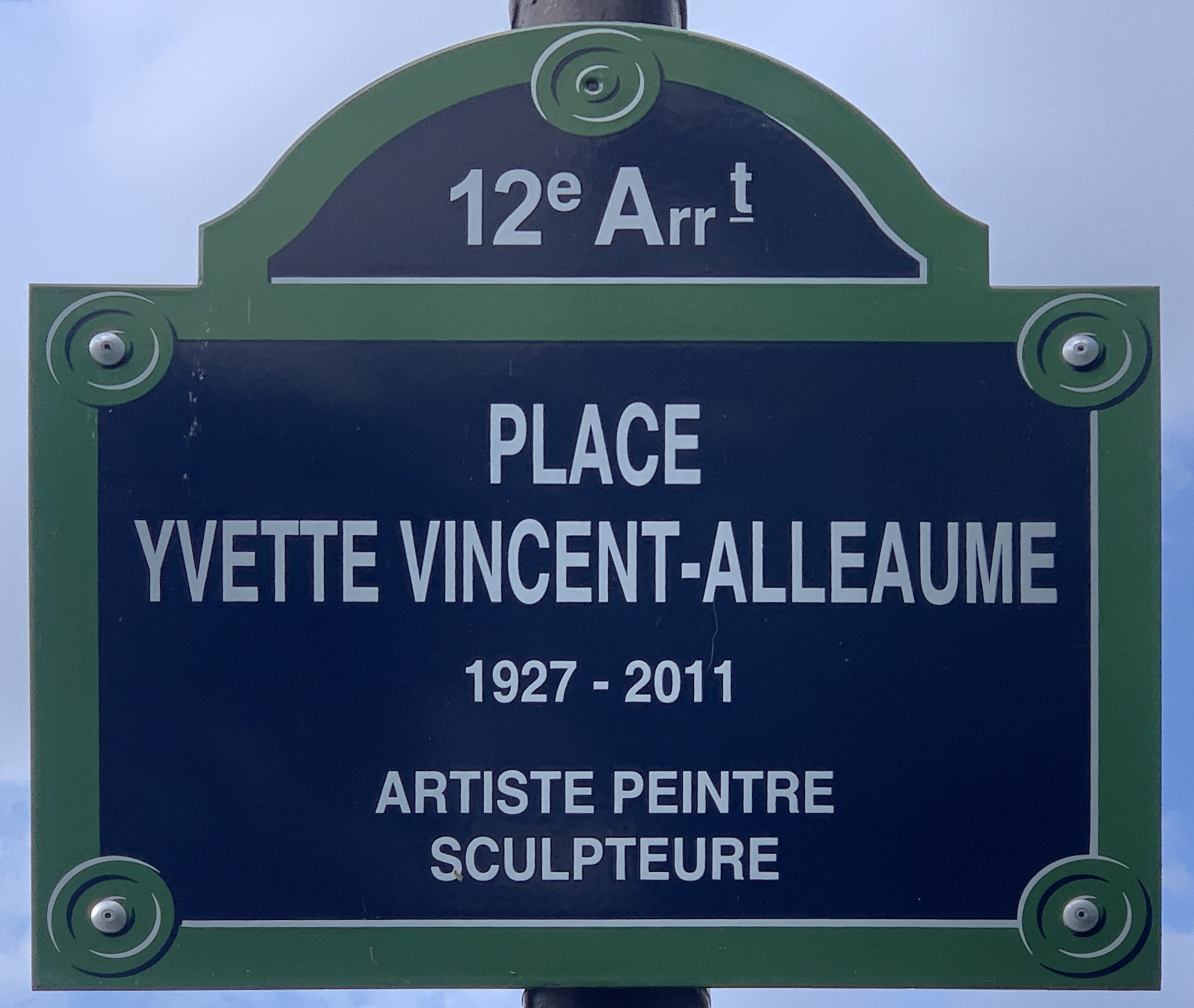
Plaque de la place.

La place porte le nom d'Yvette Vincent-Alleaume (1927-2011), artiste peintre et sculptrice française.

## Historique
L'inauguration a eu lieu en 2021.